# Chelonus frontalis
Chelonus frontalis är en stekelart som först beskrevs av Vladimir Ivanovich Tobias och Lozan 2006.  Chelonus frontalis ingår i släktet Chelonus och familjen bracksteklar. Inga underarter finns listade i Catalogue of Life.